# Francisco I. Madero
Francisco Ignacio Madero, mehiški državnik, v letih 1911-1913 predsednik Mehike, * 30. oktober 1873, Parras, Coahuila, Mehika, † 22. februar 1913.
Kot borec za demokracijo in socialne reforme je bil leta 1910 vodja revolucije proti režimu Díaza, a pod lastno upravo ni bil sposoben kontrolirati revolucionarnih sil, ki so se bile sprostile.  Potem, ko ga je strmoglavil poveljnik oboroženih sil Huerta, je bil Madero aretiran in ustreljen, domnevno pri poskusu pobega.